# Lignany lniane

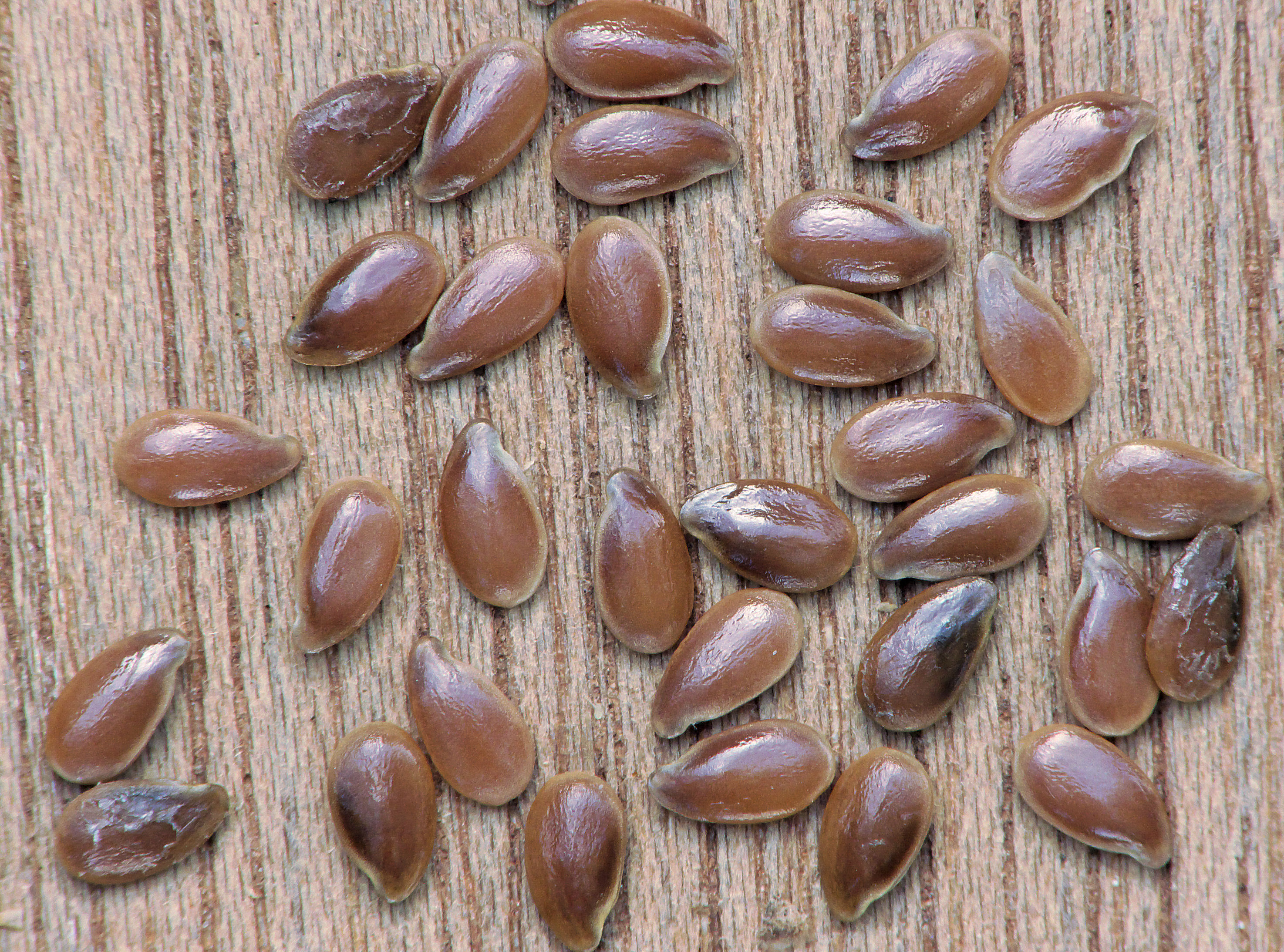
Siemię lniane (nasiona lnu zwyczajnego) – źródło lignanów lnianych

Lignany lniane – naturalne związki chemiczne estrogenopodobne pochodzenia roślinnego (tak zwane fitoestrogeny) obecne w ziarnach lnu zwyczajnego, zwanych siemieniem lnianym. Uznane za kompatybilne pod względem strukturalnym i funkcjonalnym z estrogenami (żeńskimi hormonami płciowymi). Wykazują zgodność biologiczną z estradiolem 17β, będącym głównym hormonem żeńskim. Dzięki budowie chemicznej zbieżnej z estradiolem dostarczane w diecie lignany lniane współzawodniczą z estrogenami ludzkimi o miejsca na receptorach estrogenowych, regulując gospodarkę hormonalną człowieka.

## Przynależność do estrogenów środowiskowych
Lignany lniane należą do szerokiego zbioru tzw. estrogenów środowiskowych, czyli o pochodzeniu innym niż ludzkie. Estrogenami środowiskowymi są m.in. fitoestrogeny, czyli hormony roślinne, do których zaliczane są lignany z lnu. Pełna klasyfikacja estrogenów środowiskowych z uwzględnieniem lignanów przedstawia się następująco:

### Estrogeny środowiskowe
- fitoestrogeny (naturalne hormony pochodzenia roślinnego):
  - lignany: sekoizolaricirezinol, metairezinol (występujące w nasionach lnu i słonecznika) przekształcane w enterodiol, enterolakton (metabolity fitoestrogenów powstające w ustroju zwierzęcym) po dostaniu się do organizmu człowieka;
  - stylbeny: resweratrol (występujący w skórce owoców, m.in. winogron, morwy, a w mniejszych ilościach w orzeszkach ziemnych);
  - flawonoidy:
    - flawanony: 4',7-dihydroksyflawanon, naryngenina (występujące np. w cytrusach);
    - flawony: apigenina, 4',5-dihydroksyflawon, 4',6-dihydroksyflawon (znajdujące się np. w skórce owoców cytrusowych, łuskach cebuli, gryce);
    - flawonole: kempferol, kwercetyna (występujące w owocach, np. w truskawkach, warzywach, np. w kalafiorze i szpinaku, i roślinach leczniczych, np. w morindze olejodajnej);
    - izoflawonoidy:
      - izoflawony: biochanina A, daidzeina, formononetyna, genisteina, glicyteina (zlokalizowane w warzywach strączkowych, m.in. w soi i w produktach sojowych, soczewicy, fasolce szparagowej, grochu);
      - izoflawanony: o-desmetylangolenzyna (matabolit izoflawonów powstający w organizmie zwierzęcym);
      - izoflawany: ekwol (matabolit izoflawonów powstający w organizmie zwierzęcym);
      - kumestany: kumestrol, 4'-metoksykumestrol (znajdujące się w koniczynie);

  - hydroksychalkony (4,4'-dihydroksychalkon, floretyna, isoliquiritigenina);
- mykoestrogeny: zearalenon, zearalenol (związki hormonalne wytwarzane przez niektóre grzyby, zwłaszcza pasożytnicze);
- ksenoestrogeny: polichlorowane dibenzo-paradioksyny, polichlorowane dibenzofurany, polichlorowane bifenyle (sztuczne hormony pochodzące z zanieczyszczeń środowiska i związków sztucznych stosowanych w przemyśle chemicznym).

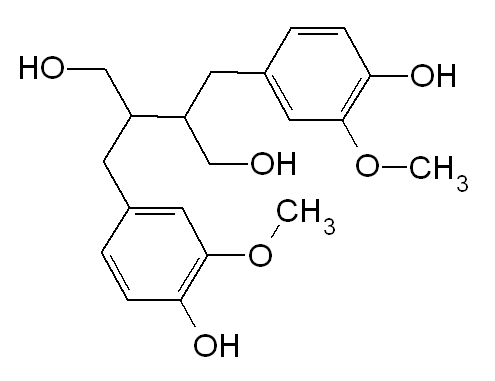
Secoizolaricirezinol (SECO) – wzór strukturalny

## Metabolizm w organizmie ludzkim
Głównym lignanem lnianym jest diglikozyd sekoizolaricirezinolu (SDG). Jako związek roślinny występuje w połączeniu z węglowodanami. W momencie przedostania się do ludzkiego układu pokarmowego wraz z pożywieniem jest metabolizowany przez mikroflorę bakteryjną okrężnicy do enterodiolu (END). SDG ulega wtedy hydrolizie, w wyniku której odłączane zostają cząsteczki glukozy i powstaje secoizolaricirezinol (SECO). Następnie na drodze dehydroksylacji i demetylacji SECO zostaje przekształcony w enterodiol. Inny lignan lniany – metairezinol – jest z kolei metabolizowany do enterolaktonu (ENL).
Metabolity lignanów lnianych – tj. enterodiol i enterolakton – różnią się od lignanów roślinnych tym, że w pozycji meta pierścienia aromatycznego mają grupę hydroksylową, co czyni je molekułami unikalnymi i stabilnymi pod względem chemicznym, biochemicznym i biologicznym.
END i ENL nazywane są ludzkimi (ssaczymi) lignanami (enterolignanami). Ich budowa chemiczna jest zbliżona do budowy ludzkich estrogenów, co sprawia, że wykazują one zdolność wiązania się z receptorami estrogenowymi, kształtując reakcje pro- lub przeciwestrogenowe w tkankach reagujących na estrogeny (tj. piersi, macicy, przysadki mózgowej oraz komórek nowotworowych).

## Występowanie i spożycie
Stwierdzono, że spośród wszystkich źródeł lignanów (warzyw, owoców, czerwonego wina, kawy, herbaty, nasion i zbóż) siemię lniane odznacza się najwyższą zawartością tych związków. Średnia zawartość lignanów w nasionach lnu wynosi 0,8 mg/g świeżej masy. Siemię lniane odznacza się ponad 700 razy wyższą zawartością lignanów od innych produktów z potwierdzoną obecnością tych związków.
Analiza chromatograficzna różnych części anatomicznych nasion wykazała, że lignany lniane zlokalizowane są w zewnętrznej okrywie ziaren lnu – w tzw. warstwie aleuronowej (tuż pod zewnętrzną łuską nasienia zawierającą dużo błonnika, fityny i polifenoli). Ponieważ lignany z lnu są związkami rozpuszczalnymi w wodzie, a nierozpuszczalnymi w tłuszczach, olej lniany nie dostarcza ich w sposób wystarczający. Nośnikami lignanów z lnu są całe nasiona lnu, len mielony odtłuszczony oraz ekstrakty z siemienia lnianego stosowane w produkcji suplementów diety.
Zalecana dzienna dawka lignanów przyjmowanych wraz z pożywieniem wynosi 50 mg.Pokrywa ona dobowe zapotrzebowanie organizmu na fitoestrogeny. Ich spożycie wśród Polaków jest wciąż dalece niewystarczające – wynosi 3–5 mg dziennie. Dla porównania w Azji oscyluje na poziomie 40–80 mg fitoestrogenów na dzień.

## Właściwości

### Regulujące gospodarkę hormonalną
Dzięki podobieństwu do estrogenów endogennych (tj. wewnętrznych, obecnych u człowieka) lignany lniane są w stanie wpływać na poziom tych hormonów w ustroju. Wobec receptorów właściwych dla estrogenów fitoestrogeny obecne w siemieniu lnianym mogą być:
- agonistami – związkami łączącymi się z receptorami i wywołującymi pożądane reakcje w komórce. Przy niedoborze estrogenów ludzkich (tzw. hipoestrogenizmie, np. podczas menopauzy lub w trakcie przedwczesnego wygasania czynności jajników) metabolity lignanów przyłączają się do wolnych receptorów estrogenowych, z którymi normalnie związałyby się estrogeny endogenne. Zastępując ich miejsca na receptorach, lignany z lnu łagodnie naśladują działanie hormonów żeńskich, imitując organizmowi ich obecność, a tym samym wyrównując deficyt hormonów żeńskich w ustroju[13].
- antagonistami – związkami łączącymi się z receptorami i blokującymi je. Przy nadmiarze estrogenów (tzw. hiperestrogenizmie, np. w przebiegu endometriozy, mięśniaków macicy, raka piersi lub raka endometrium) lignany zajmują miejsca receptorowe przynależne estrogenom endogennym. Przez to uniemożliwiają hormonom ludzkim ustanowienie połączeń receptorowych, blokując im dostęp do receptorów estrogenowych. Redukując aktywność estrogenów w ustroju, hamują procesy chorobowe przez osłabienie sygnału estrogenowego odbieranego przez komórki. Jednocześnie lignany ograniczają, a nie pozbawiają organizmu działania estrogenów, gdyż naśladują ich właściwości, ale w sposób znacznie łagodniejszy[14]. Mechanizm przyłączania się lignanów do miejsc receptorowych estrogenów jest zawsze taki sam, niezależnie od poziomu hormonów w organizmie.

### Antyoksydacyjne
Lignany lniane uznaje się za przeciwutleniacze (antyoksydanty) o 4 do 5 razy silniejszym działaniu od witaminy E znanej z właściwości antyoksydacyjnych. Wykazują one zdolność neutralizacji nadmiaru wolnych rodników (ubocznych produktów przemiany materii uszkadzających kluczowe elementy komórek, tj. białka, tłuszcze i DNA, które przyczyniają się do rozwoju wielu schorzeń oraz nasilenia procesów starzenia się).
Amerykańska Agencja Żywności i Leków zaleca spożywanie fitoestrogenów, w tym lignanów pochodzących z lnu, jako czynnika redukującego ryzyko zachorowania na chorobę wieńcową serca oraz miażdżycę naczyń krwionośnych. Wolne rodniki utleniają bowiem cholesterol, a uszkadzając wewnętrzne ściany tętnic, powodują powstanie rys i pięknieć w ich obrębie. Ułatwia to płytkom miażdżycowym osadzanie się w naczyniach, co grozi krytycznym zwężeniem ich światła utrudniającym dopływ krwi do mięśnia sercowego. Lignany hamują te niekorzystne procesy.

### Antynowotworowe
Lignany lniane posiadają zdolność regulacji poziomu estrogenów w organizmie. Tym samym redukują ryzyko zachorowania na schorzenia hormonozależne, w tym nowotwory hormonozależne (piersi, jajnika i macicy). Związki te wykazują zazwyczaj dwukierunkowe działanie przeciwnowotworowe:
- obniżają złośliwość nowotworu;
- ograniczają ilość przerzutów.

Dowiedziono, iż lignany lniane potrafią stymulować syntezę globulin, które wiążą hormony płciowe w osoczu krwi (SHBG, od ang. sex hormone-binding globulins). Ludzkie hormony płciowe – estrogen lub testosteron, po związaniu z białkiem SHGB, są nieaktywne. Jest to działanie korzystne u kobiet w przypadku nadmiaru estrogenów w organizmie oraz u mężczyzn, w przypadku nadmiaru testosteronu, który przekształca się w aktywną formę DHT (dihydrotestosteron), wykazującą działanie pronowotworowe. W analizie klinicznej wykazano, że zarówno u kobiet przed, jak i po menopauzie, poziom enterolaktonu wytworzonego z lignanów był skorelowany dodatnio z podwyższonym poziomem SHBG w osoczu. Zwrócono uwagę na zwiększającą się ilość SHBG wraz ze spożyciem lignanów przy jednoczesnym spadku poziomu wolnych hormonów płciowych we krwi, a co za tym idzie ich malejący wpływ na stymulację podziałów komórkowych (w tym komórek nowotworowych).
W nacjach azjatyckich, gdzie spożycie fitoestrogenów – głównie izoflawonów pochodzących z soi i produktów sojowych – jest wysokie, odnotowuje się skorelowaną z tym faktem redukcję zachorowań na raka piersi. Wykazano bowiem ścisły związek między spożyciem fitoestrogenów a prawidłową gospodarką hormonalną istotną w profilaktyce nowotworów.

## Zastosowanie
Właściwości lignanów lnianych znalazły zastosowanie w farmakologii jako środek bezinwazyjnie regulujący zmiany hormonalne okresu menopauzy (tj. naturalne spadki poziomu estrogenów związane z wygasaniem czynności hormonalnej jajników u kobiet). Przyjmowanie ich powoduje wyrównanie stężenia estrogenów we krwi oraz złagodzenie wynikłych z deficytów estrogenowych objawów zespołu klimakteryjnego (uderzenia gorąca, nadmierna potliwość, bezsenność, drażliwość, pobudliwość nerwowa, spadki koncentracji, bóle głowy, kołatania serca, obniżenie nastroju). Związki te mogą być alternatywą dla hormonalnej terapii zastępczej przy słabo wyrażonych objawach wazomotorycznych przekwitania lub zaistnieniu przeciwwskazań do kuracji hormonalnej. Terapia lignanami lnianymi przynosi również efekty biologiczne w schorzeniach ogólnoustrojowych bezpośrednio związanych z zachwianiem poziomu estrogenów w ustroju (hormony te regulują wiele procesów życiowych w organizmie człowieka), m.in.:
- osteoporoza – lignany lniane hamują procesy odwapniania się kości oraz spadku masy kostnej, zmniejszając ich podatność na złamania[20];
- zaburzenia gospodarki lipidowej – lignany z lnu obniżają poziom tzw. „złego” cholesterolu frakcji LDL oraz sprzyjają podwyższeniu poziomu tzw. „dobrego” cholesterolu frakcji HDL we krwi[21];
- choroby układu sercowo-naczyniowego (w tym miażdżyca, choroba niedokrwienna serca, zawał mięśnia sercowego, udar mózgu) – lignany przeciwdziałają zmianom miażdżycowym poprzez zwiększanie syntezy tlenku azotu i hamowanie agregacji płytek krwi; wpływają na poprawę elastyczności naczyń krwionośnych oraz zmniejszają ryzyko zakrzepów[22];
- otyłość – lignany intensyfikują procesy metaboliczne w organizmie, poprawiają kontrolę glikemii oraz profil lipidowy krwi, co sprzyja utrzymaniu prawidłowej masy ciała[23];
- nowotwory hormonozależne – lignany lniane miejscowo oddziałują na tkanki guza oraz zapobiegają przerzutom, same nie są rakogenne dzięki wysokiemu powinowactwu do receptorów ERβ (zlokalizowanych w naczyniach krwionośnych, mózgu, nerkach, kościach, płucach, komórkach błony śluzowej jelit oraz pęcherza moczowego), a niskiemu do receptorów ERα (znajdujących się w gruczole sutkowym, endometrium i jajnikach)[24];
- nietrzymanie moczu – lignany stymulują dojrzewanie komórek nabłonka pochwy, zapobiegając zmianom zanikowym błony śluzowej narządów płciowych odpowiedzialnym za tę przypadłość[25].